# March ör Die
| Recensione             | Giudizio |
| ---------------------- | -------- |
| AllMusic               |          |
| Encyclopaedia Metallum | 64/100   |

March ör Die è il decimo album dei Motörhead, pubblicato nel 1992 dall'etichetta Epic Records.

## Il disco
Registrato nei Music Grinder Studios di Los Angeles, l'album vide l'avvicendamento di ben tre batteristi diversi: Philty "Animal" Taylor, che è stato licenziato per non aver imparato la parte di batteria di I Ain't No Nice Guy, Tommy Aldridge, che ha registrato la maggior parte dell'album, e l'ex King Diamond Mikkey Dee, che ha registrato la canzone Hellraiser (originariamente scritta da Lemmy e Ozzy Osbourne per il suo famoso album No More Tears).
L'album è stato prodotto da Pete Solley, ex tastierista dei Whitesnake, eccezion fatta per la traccia Hellraiser, prodotta da Billy Sherwood e apparsa anche nella colonna sonora del film horror Hellraiser 3: Inferno sulla Terra.
La traccia You Better Run è stata registrata nuovamente nel 2004 col nuovo titolo di You Better Swim ed è apparsa nella colonna sonora del film Spongebob - Il film.
L'album non ha riscosso molto successo, almeno tra i fan della band, che lo considerano mediocre rispetto ai precedenti, anche se distribuito da un'etichetta molto importante come la Epic.
Come specificato in un'intervista, Lemmy ritiene la title track la migliore canzone che abbia mai scritto. Il cd contiene anche una cover della famosa traccia di Ted Nugent Cat Scratch Fever e può vantare la presenza di due ospiti speciali: lo stesso Ozzy, che compare come voce supplementare nella traccia I Ain't No Nice Guy, e il chitarrista Slash, che suona un assolo in I Ain't No Nice Guy e come seconda chitarra nel pezzo You Better Run.
L'unico singolo estratto è Hellraiser.

## Tracce
1. Stand (Michael Burston, Phil Campbell, Lemmy Kilmister) – 3:31
2. Cat Scratch Fever – 3:52 (cover di Ted Nugent)
3. Bad Religion (Burston, Campbell, Kilmister) – 5:01
4. Jack the Ripper (Burston, Campbell, Kilmister) – 4:39
5. I Ain't No Nice Guy((feat.Ozzy Osbourne,Slash), (Kilmister, Osbourne) – 4:18
6. Hellraiser (Kilmister, Ozzy Osbourne, Zakk Wylde) – 4:35
7. Asylum Choir (Burston, Campbell, Kilmister) – 3:40
8. Too Good to Be True (Burston, Campbell, Kilmister) – 3:36
9. You Better Run (Kilmister) – 4:51
10. Name in Vain (Burston, Campbell, Kilmister) – 3:06
11. March ör Die (Kilmister) – 5:41

## Formazione
- Lemmy Kilmister - basso, voce
- Phil "Zööm" Campbell - chitarra
- Würzel - chitarra
- Tommy Aldridge - batteria

### Ospiti speciali
- Philthy Animal Taylor - batteria (traccia 5)
- Mikkey Dee - batteria (traccia 6)
- Slash - chitarra per le tracce "I Ain't No Nice Guy" e "You Better Run"
- Ozzy Osbourne - voce secondaria "I Ain't No Nice Guy"
- Pete Solley - tastiere